# Thersamonia satrapas
Thersamonia satrapas är en fjärilsart som beskrevs av Otto Staudinger 1878. Thersamonia satrapas ingår i släktet Thersamonia och familjen juvelvingar. Inga underarter finns listade i Catalogue of Life.